# 赵光镇
赵光镇，是中华人民共和国黑龙江省黑河市北安市下辖的一个乡镇级行政单位。

## 行政区划
赵光镇下辖以下地区：
第一社区、第二社区、第三社区、第四社区、第五社区、第六社区、第七社区、第八社区、第九社区、北乐村、北胜村、福安村、北河村、前进村、东丰村和赵光村。